# Partido Liberal de las Islas Salomón
El Partido Liberal de las Islas Salomón es un partido político salomonense, liderado por Bartholomew Ulufa'alu. El partido formó antes de las elecciones de 1997 la Alianza por el Cambio, formada además por el Partido del Crédito Social de las Islas Salomón y el Partido del Desarrollo Rural. La alianza ganó las elecciones, consiguiendo 26 de 50 escaños en el Parlamento Nacional. Ulufa'alu fue nombrado primer ministro, pero las tensiones entre la población indígena de Guadalcanal y los inmigrantes de Malaita concluyeron con la captura de Ulufa'alu por parte de las guerrillas malaitienses. Después de su cautiverio, fue oblidagado a dimitir en 2000. En las siguientes elecciones, de 2001, la alianza consiguió 12 escaños, pasando a la oposición. En 2006, el partido volvió a presentarse en solitario, consiguiendo solamente dos escaños.
- Datos: Q5943774